# Adolphe May
Adolphe Maurice May (Frankfurt am Main, 14 april 1871 - Londen, 14 januari 1915) was een Belgisch volksvertegenwoordiger.

## Levensloop
De ingenieur May werd verkozen tot gemeenteraadslid van Bierges bij Waver en werd er het jaar daarop burgemeester.
In 1910, kort nadat hij de grote naturalisatie verkreeg, werd hij verkozen tot liberaal volksvertegenwoordiger voor het arrondissement Nijvel, maar bij de vervroegde verkiezingen van 1912 werd hij niet herkozen.
In 1914 vluchtte hij naar Engeland, maar na weinige weken overleed hij.